# Obroatis cratinus
Obroatis cratinus är en fjärilsart som beskrevs av William Schaus 1912. Obroatis cratinus ingår i släktet Obroatis och familjen nattflyn. Inga underarter finns listade i Catalogue of Life.